# Deutsche Gartenbau- und Schlesische Gewerbe-Ausstellung

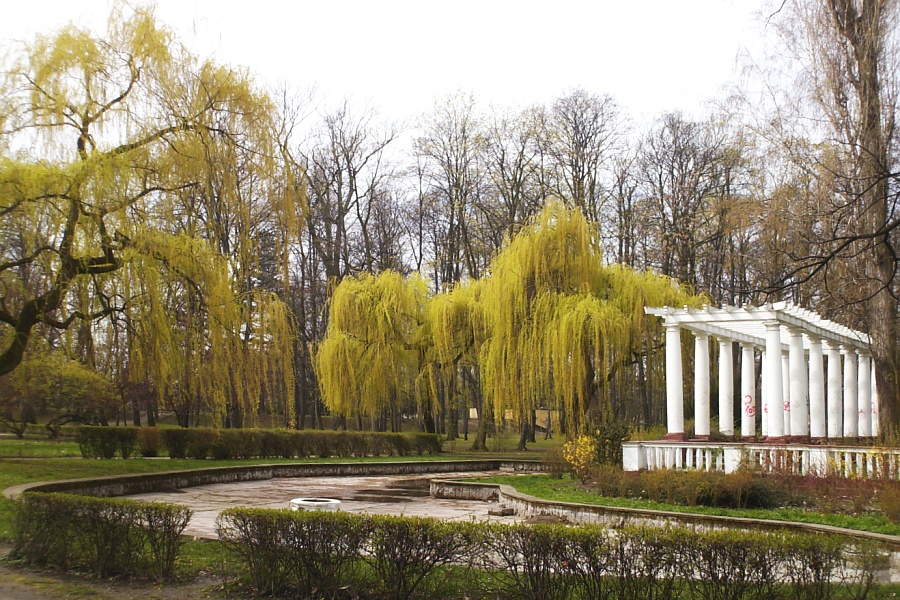
Roseninsel mit Pergola auf dem Gelände der GUGALI, Zustand 2007

Die Deutsche Gartenbau- und Schlesische Gewerbe-Ausstellung (GUGALI) war eine Gartenbauausstellung, die vom 25. Juni bis 2. Oktober 1927 in der niederschlesischen Stadt Liegnitz stattfand. Durch ihre damalige reichsweite Beachtung wird sie als eine der Vorläuferveranstaltungen der drei Reichsgartenschauen und der heutigen Bundesgartenschauen angesehen.
Die Gestaltung des Geländes auf der Bergerwiese im südlichen Stadtpark von Liegnitz wurde dem Gartenarchitekten Gustav Allinger übertragen, der bereits im Jahr zuvor den Gesamtplan der Jubiläums-Gartenbau-Ausstellung in Dresden entworfen hatte. Die Gebäude wurden nach Plänen des Liegnitzer Architekten Robert Günther errichtet. Den Entwurf für die von Gärten umgebenen Musterhäuser schufen die Breslauer Architekten Hans Scharoun und Moritz Hadda.
Zu den Sehenswürdigkeiten der Ausstellung gehörten u. a. die Roseninsel, ein Warmwasserteich und die sogenannte Wasserkunst (ein großes rechteckiges Bassin mit 65 kleinen Fontänen und einer beleuchteten großen Fontäne in der Mitte).